# Олена Грецька
Олена Грецька і Данська (грец. Πριγκίπισσα Ελένη της Ελλάδας και Δανίας, рум. Elena a Elenilor și de Danemarca; 2 травня 1896, Афіни, Грецьке королівство — 28 листопада 1982, Лозанна, Швейцарія) — дочка короля Греції Костянтина I і Софії Прусської, дружина румунського наслідного принца Кароля, мати короля Міхая I. За зусилля з порятунку румунських євреїв від нацистів була ушанована в 1993 році званням Праведник народів світу.

## Принцеса Грецька і Данська
Олена народилася в Афінах, вона була третьою дитиною в родині принца-наступника Греції Костянтина (згодом король Костянтин I) і його дружини, принцеси Софії Прусської. У Олени були 3 брати, кожен з яких правив в Греції — Георг II, Олександр I, Павло I — і дві сестри, Ірина та Катерина.
У 1910 році в результаті військової змови з метою поставити королем Греції її батька Костянтина замість діда Георга I Олена вирушила у вигнання разом зі своїми батьками, братами та сестрами. Сім'я провела літо в замку Фредеріш, будинку її тітки по материнській лінії Маргарити, ландграфині Гессенської. Перш ніж повернулися до Греції, вона провела зиму в готелі у Франкфурті.
У 1917 році Олена і її сім'я вирушила у вигнання вдруге через те, що її батько підтримав союзників у Першій світовій війні. Після короткого перебування в Санкт-Моріці сім'я переїхала на віллу недалеко від Цюриху. Її пересування були суворо обмежені союзниками; вона повинна була проживати тільки в німецькомовній частині Швейцарії.

## Кронпринцеса Румунії
У грудні 1919 року Олена зустріла наслідного принца Румунії Кароля в Люцерні; він повертався зі світового турне після вимушеного розлучення зі своєю першою дружиною. Олена супроводжувала Кароля в Румунію. У листопаді 1920 року вона відвідала Кароля в Цюриху, і там він просив руки Олени у її батька. Проти цього шлюбу була мати Олени, королева Софія.

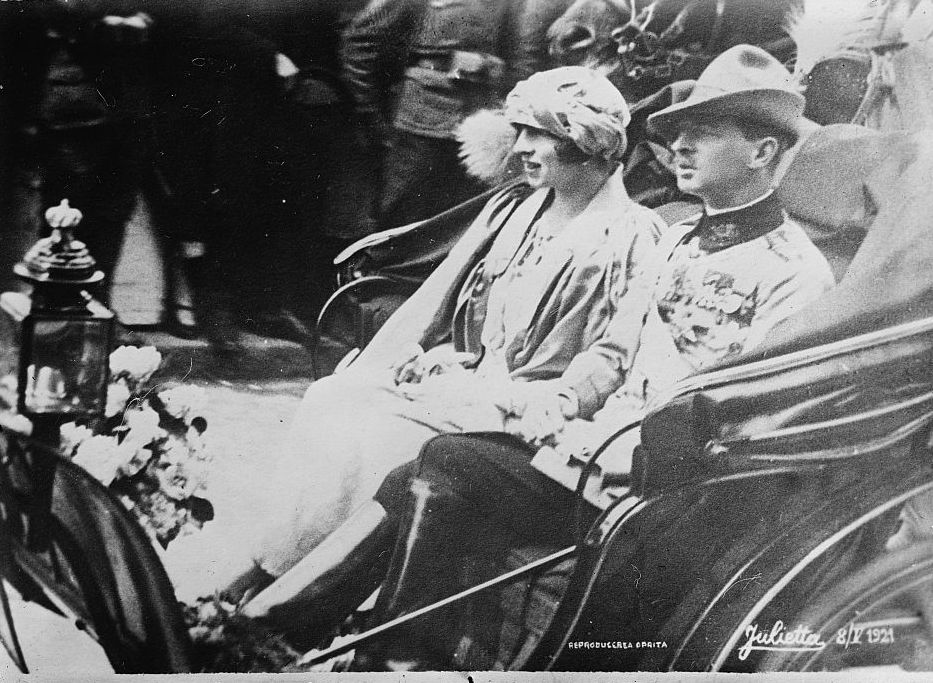
Олена зі своїм чоловіком Каролем

У грудні 1920 король Костянтин I був відновлений на троні в Греції, і Олена повернулася до Афін. Вона вийшла за Кароля 10 березня 1921 року в кафедральному соборі в Афінах. Вона була першою грецькою принцесою, яка вступила в шлюб в Афінах. Пара провела медовий місяць у Татої, літній резиденції грецької королівської сім'ї, перш ніж вирушити до Бухаресту.
У Олени та Кароля була квартира в Котроченському палаці в Бухаресті, але вони провели більшу частину свого часу в замку Пелеш в Синаї. Шлюб був спочатку щасливим, але потім зіпсувався.
25 жовтня 1921 року в Олени та Кароля народилася єдина дитина — принц Міхай. З чуток, пологи були передчасними (він народився тільки через сім з половиною місяців після весілля батьків). У грудні 1921 р. сім'я переїхала в будинок Чаіс Касілеф в Бухаресті. Олена була також призначена почесним полковником 9-го кавалерійського полку.
У 1925 році у Кароля почався роман з Оленою Лупеску. У грудні 1925 року він відмовився від своїх прав на престол і виїхав з Румунії. 4 січня 1926 року румунський парламент ратифікував прийняття відмови Кароля, і прийняв законопроєкт, який надає Олені титул принцеси Румунії. Олена залишилася в Румунії з сином Міхаєм. Наступного літа вона вирушила до Італії, щоб спробувати домовитися про зустріч з Каролем, але зустрічі не відбулося.

## Розлучення

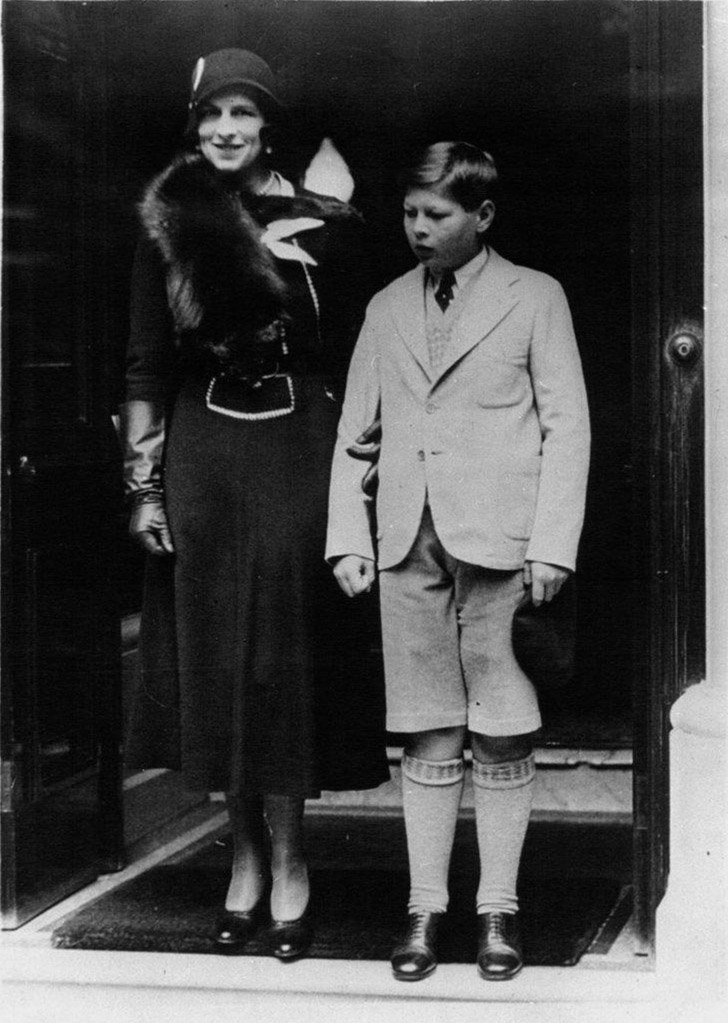
Принцеса Олена з Румунії (майбутня королева-мати) і її син, принц Міхай, майбутній король Румунії

У липні 1927 року син Олени Міхай став королем Румунії. У грудні 1927 р. Кароль попросив у Олени розлучення. Спочатку вона відмовилася, але в підсумку погодилася. 21 червня 1928 р. шлюб був розірваний румунським Верховним судом.
6 червня 1930 року Кароль повернувся до Румунії і був проголошений королем. Олена продовжувала жити у власному будинку в Бухаресті з сином Міхаєм. Далі було кілька місяців дискусій про анулювання розлучення. Уряд і суспільство Румунії підтримували відновлення подружніх відносин Кароля і Олени. Спільна церемонія коронації була запланована на середину вересня. Олені сказали, що в результаті скасування акту від 4 січня 1926 року Кароль ставав королем, а вона — королевою Румунії.
Уряд представив указ, який підтверджує, що Олена іменується Її Величність Королева Румунії. Кароль, однак, заявив Олені, щоб вона іменувалася Її Величність Олена (тобто у неї не було титулу королеви). Олена заборонила так її називати.

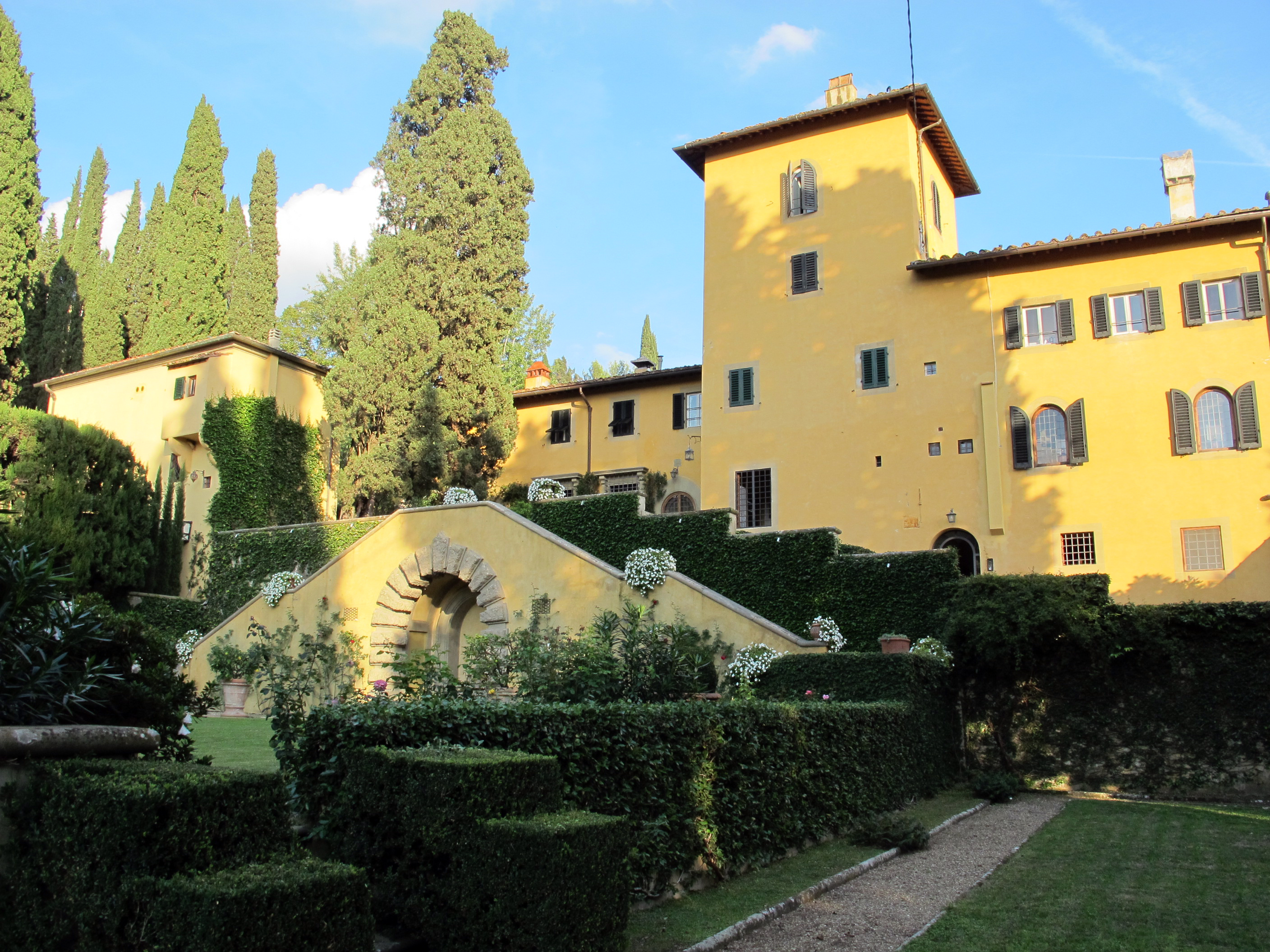
Вілла Спарта

Зрештою стало ясно, що сам Кароль не бажає анульовувати розлучення. Оскільки Олена не вживала заходів проти планів уряду скасувати розлучення, Кароль вжив заходів проти неї самої: були виставлені охоронці навколо її будинку, ті, хто відвідував її, переслідувалися, і вона була позбавлена почесного звання полковника.
Зіткнувшись з цими проблемами, Олена вирішила піти у вигнання. Після короткого візиту в Лондон вона стала жити на віллі у своєї матері недалеко від Флоренції. У жовтні 1932 роки вона повернулася в Бухарест. Кароль почав писати проти неї в пресу, стверджуючи, що вона двічі намагалася накласти на себе руки. Уряд видав указ, який підтверджує громадянство Олени в Румунії, і офіційно дозволив їй перебувати в Румунії шість місяців щороку і бачитися з сином кожного року впродовж місяця.
Попри офіційний дозвіл на проживання в Румунії, Олена залишалася в вигнанні у Флоренції. Її фінансове становище було стабільним, і вона була в змозі купити собі власну віллу в місті Сан Доменіко. Навесні 1934 р. Олена переїхала в віллу разом зі своїм братом Павлом і двома сестрами. Вона жила тут наступні десять років, бачачи свого сина Міхая впродовж місяця щорічно.

## Королева-мати Румунії
У вересні 1940 року Міхай був відновлений на престолі. Олена отримала титул королеви-матері Румунії. Під час Другої світової війни вона присвятила себе догляду за пораненими. За зусилля з порятунку румунських євреїв від нацистів вона була ушанована в 1993 році званням Праведника народів світу.
У грудні 1947 року Міхай був змушений відректися від престолу. Олена повернулася в Сан Доменіко. Пізніше вона жила в Лозанні і Флоренції. Олена померла у 86-річному віці в Лозанні в 1982 році.

## Титули
- 2 травня 1896 — 10 березень 1921: Її Королівська Високість Принцеса Олена Грецька і Данська.
- 10 березня 1921 — 4 січня 1926: Її Королівська Високість Кронпринцесса Румунії.
- 4 січня 1926—1928: Її Королівська Високість Принцеса Румунії.
- 1928 — 6 вересня 1940: Її Величність Олена.
- 6 вересня 1940 — 30 грудень 1947: Її Величність Королева-мати Румунії.
- 30 грудня 1947 — 28 листопада 1982: Її Величність Королева-мати Олена Румунська (номінально).